# فاتن حمود
فاتن حمّود، (27 مارس 1988، السعودية)، كاتبةٌ وروائيةٌ وناشرةٌ لبنانية.

## أعمالها
كَتَبَتْ فاتِن حَمُّود القَصَصَ القَصيرَة والرِّوايَة والنُّصوصَ الأَدَبِيَّةَ بِأُسلوبٍ مُتْقَنٍ. تُسَلِّطُ الضَّوْءَ في أَعْمالِها على عَلاقاتِ الرَّجُلِ وَالمَرْأَةِ في مُخْتَلَفِ مَراحِلِ الحَياةِ، وتُحاكي نُصوصُها الواقِعَ. تُعْنَى أَيْضًا بِقَضايا حُقوقِ المَرْأَةِ وَتُناقِشُها بِشَكْلٍ جَادٍّ.
أشهر مؤلفاتها:
| العنوان بالعربية            | الترجمة أو التصنيف     | المعلومة المتوفرة                                                                     |
| --------------------------- | ---------------------- | ------------------------------------------------------------------------------------- |
| آدم تحت مجهر الأنثى السمراء | رواية / خلاصة اجتماعية | أحد الكتب الخمسة الأبرز، ينتقد واقع الصورة الذاتية للمرأة عبر تجارب نساء.             |
| ظننته رجلاً                  | رواية / نثر تحليلي     | الكتاب الثاني من الأكثر تداولًا، يتناول العلاقة والفهم بين الرجل والمرأة.              |
| ربع عقل وانحراف             | فكر ونقد أنثوي         | نصوص تعالج الضغوط الاجتماعية والنفسية، واحدة من الكتب الأكثر شهرة لها.                |
| كذب الرجال ولو صدقوا        | فكر وثقافة عامة        | من الكتب المؤثرة في مجال التوعية بقضايا حقوق المرأة والعلاقات.                        |
| جنون سطحي للغاية            | خواطر ونثر ساخر        | صدر في 2020 عن دار سؤال، عدد الصفحات غير معروف، ISBN: 9786038285107                   |
| أزمة رجولة                  | رواية / نقد أنثوي      | تصدّر قائمة الأكثر قراءة، يتناول أزمة الهوية الذكورية. نُشر عام 2021، ويقع في 390 صفحة. |
| إن بعض الرجال إثم           |                        | صدر عام 2023 عن منشورات شغف                                                           |
| شغف، حب، حياة               |                        | صدر عام 2023 عن منشورات شغف                                                           |